# Terri Treas

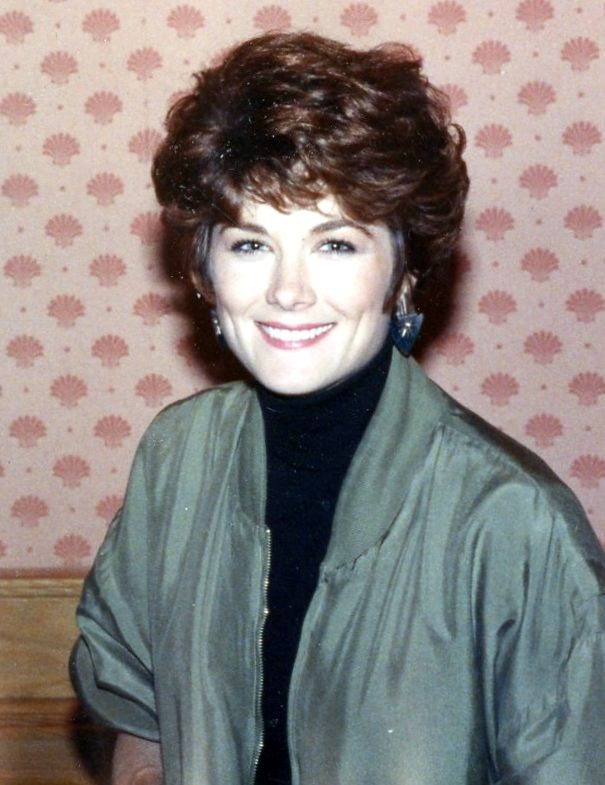
Terri Treas (1991)

Terri Treas (* 19. Juli 1957 in Kansas City, Kansas) ist eine US-amerikanische Theater- und Filmschauspielerin sowie Drehbuchautorin.

## Leben
Terri Treas war als Jugendliche als Tänzerin aktiv und trat in den 1970er Jahren am Broadway als Tänzerin und Schauspielerin auf. 1979 erschien ihr Debütfilm. Ab 1989 spielte sie als Cathy Frankel in der Fernsehserie Alien Nation und den fünf folgenden Fernsehfilmen mit. 
In den 1990er Jahren begann sie auch die Arbeit als Drehbuchautorin. So schrieb sie Episoden für die Serien Palm Beach-Duo, Pacific Blue – Die Strandpolizei und Felicity.

## Filmografie (Auswahl)

### Schauspielerin
- 1979: Hinter dem Rampenlicht (All That Jazz)
- 1982: Das schönste Freudenhaus in Texas (The Best Little Whorehouse in Texas)
- 1982–1983: Seven Brides for Seven Brothers (Fernsehserie, 22 Folgen)
- 1987: Das Nest – Brutstätte des Grauens (The Nest)
- 1988: Deathstalker III
- 1989: Die fabelhaften Baker Boys (The Fabulous Baker Boys)
- 1989: Good Night Hell (The Terror Within)
- 1989–1990: Alien Nation (Fernsehserie, 16 Folgen)
- 1990: Deathstalker IV
- 1990: D.E.A. – Krieg den Drogen
- 1990: Nightmare – Hotel des Grauens (Nightmare on the 13th Floor, Fernsehfilm)
- 1992: House IV
- 1993: Kleine Millionärin in Not (Little Miss Millions)
- 1993: Yankee Zulu
- 1994–1997: Alien Nation (Fernsehreihe, fünf Folgen)
- 2016: Black Widows

### Drehbuchautorin
- 1993–1995: Palm Beach-Duo (Silk Stalkings, Fernsehserie, fünf Folgen)
- 1996–1998: Pacific Blue – Die Strandpolizei (Pacific Blue, Fernsehserie, zwölf Folgen)
- 2000–2001: Felicity (Fernsehserie, drei Folgen)